# Batalla de Santa Lucía
La batalla de Santa Lucía, fue parte de la primera guerra de Independencia italiana, se libró el 6 de mayo de 1848, cuando el rey de Cerdeña, Carlos Alberto, envío al 1° Cuerpo del ejército sardo a asaltar las posiciones fortificada frente a las murallas de Verona, sostenidas por un ejército austriaco bajo el mariscal de campo Joseph Radetzky. El ejército austriaco, aunque superados en número, lograron resistir el ataque y mantener sus posiciones. La batalla fue nombrada así por Santa Lucia, un distrito en Verona. Francisco José (con 17 años) asistió a la batalla.

## Contexto

### Alcance de las hostilidades
El 18 de marzo de 1848, una revuelta estalló en Milán. El comandante del ejército lombardo-véneto, el mariscal de campo Joseph Radetzky, había provocado la rebelión, pero no pudo vencerla, se vio obligado a abandonar la ciudad en un intenso combate. Al mismo tiempo, otras ciudades en Lombardía-Venecia y Como las guarniciones cayeron a los insurgentes. Tras la batalla, en 1849 se restableció la paz en la región.

## Debilidades estratégicas austriacas

### La situación de Radetzky
Dentro de Verona había una fuerza considerable, protegida por eficaces fortificaciones: aun así, los austriacos estaban desmotivados por las primeras derrotas (exceptuando la victoria del 11 de abril sobre mal equipados Lombardos voluntarios cerca de Caltenuovo en Castelnuovo del Garda, seguido de la matanza de casi 113 civiles). Además, la posibilidad de recibir ayuda de las tropas del general Nugent por el río Isonzo, ya que estaba bloqueada por rebeldes italianos en Palmanova, Osoppo y Venecia. Para empeorar la situación de Radetzky, la situación política después de la revolución austriaca llevó a muchos observadores a dudar de la capacidad del mariscal para mantener el orden, y la opinión pública liberal lo tachó de monárquico conservador.

### Avance
El avance comenzó el 6 de mayo, obstaculizados por el escaso conocimiento del territorio por parte de los piamonteses, solo la columna central llegó al enemigo (mientras en la derecha las divisiones de Bava perdían conexión con el resto del ejército sardo).